# Авиационная медицина
Авиационная медицина — раздел медицины, задачей которого является медицинское обеспечение авиационных полётов, что подразумевает обеспечение медицинского отбора лиц, пригодных для лётной службы в которую входят: пилоты, штурманы, бортрадисты, бортинженеры и бортпроводники, а также нормальных условий жизнедеятельности для членов экипажей и пассажиров во время полёта. 
Предметом изучения авиационной медицины являются:  
- особые состояния организма — лётное утомление, переутомление, хроническое утомление, высотная, воздушная, декомпрессионная болезни, баротравмы и другое;

- деятельность лётного состава;

- специфические профессиональные условия.

Авиационная медицина объединяет в себе следующие разделы: 
- авиационную физиологию, которая изучает факторы полёта на организм человека;
- авиационную гигиену, которая изучает влияние условий среды в полёте на организм человека;
- авиационную психологию, которая изучает психологическую реакцию человека при обучении лётному делу и в условиях различных полётов;
- врачебную экспертизу лётного состава, которая разрабатывает нормативы для отбора и переосвидетельствования лётного состава.

## История
Родилось понятие «Авиационная медицина» ещё в 80-х годах XIX века, когда во время интенсивное развития воздухоплавания физиологи М. Журдане и П. Вер начали изучать состояние астронавтов при подъёмах на воздушном шаре, но поначалу авиационная медицина немного уступала другим отраслям медицины из-за того, что отрасль только-только научилась изучать неблагоприятные факторы — перепады барометрического давления и понижения содержания кислорода в окружающей атмосфере, а также устранять неблагоприятные последствия на организм человека. Лишь в XX веке, когда появилась авиация, отрасль медицины заработала в полную мощь.
14 июля 1909 года Всероссийский аэроклуб принял решение разрешать полеты только при условии медицинского освидетельствования пилотов. Этот день считается началом существования российской авиационной медицины.
Наибольший вклад в развитие отечественной авиационной медицины внесли И. М. Сеченов, Л. А. Орбели, В. И. Воячек, Н. Н. Сиротинин, И. Р. Петров, В. В. Стрельцов, П. И. Егоров, К. Л. Хилов, А. П. Апполонов, А. А. Перескоков, В. Г. Миролюбов и другие.
В России авиационных медиков готовят в Военно-медицинской академии (Санкт-Петербург) и в Центральном институте усовершенствования врачей на кафедре авиационной медицины. Координацией деятельности авиационных медиков на международном уровне занимается Международная академия авиационной и космической медицины в Париже.